# Nesticus cressleri
Espèce
Nesticus cressleri est une espèce d'araignées aranéomorphes de la famille des Nesticidae.

## Distribution
Cette espèce est endémique de Géorgie aux États-Unis,. Elle se rencontre dans le comté de Walker sur le mont Pigeon (en) dans les grottes en Anderson Spring Cave, Matthew Sink et Pigeon Cave.

## Description
Le mâle holotype mesure 2,83 mm, les mâles mesurent de 2,83 à 3,08 mm et les femelles de 3,62 à 4,81 mm.

## Systématique et taxinomie
Cette espèce a été décrite par Zigler et Milne en 2022.

## Étymologie
Cette espèce est nommée en l'honneur d'Alan Cressler.

## Publication originale
- Zigler & Milne, 2022 : « Two new Nesticus Thorell, 1869 (Araneae: Nesticidae) from caves in northwest Georgia, USA. » The Journal of Arachnology, vol. 50, no 3, p. 292-300.